# Osttimoresisch-polnische Beziehungen
Die osttimoresisch-polnischen Beziehungen beschreiben das zwischenstaatliche Verhältnis von Osttimor und Polen.

## Geschichte

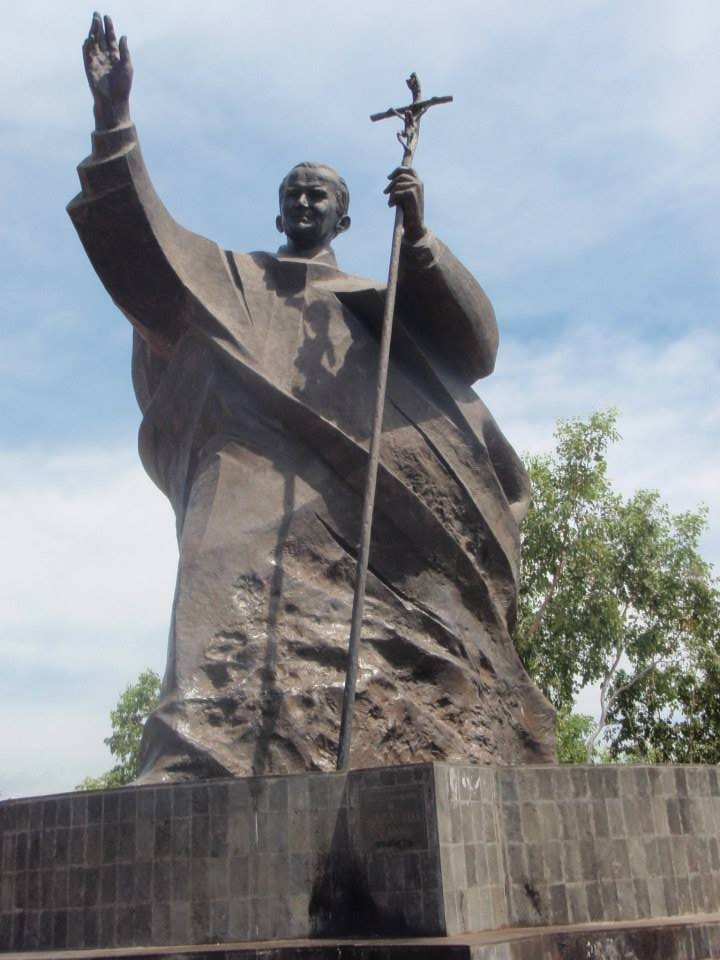
Statue von
Johannes Paul II. in Tasitolu

Große Verehrung gilt im fast ausschließlich katholischen Osttimor dem verstorbenen polnischen Papst Johannes Paul II. Sein Besuch Johannes Paul II. am 12. Oktober 1989 in Osttimor stärkte das Selbstbewusstsein der Bevölkerung und rückte den Konflikt um die indonesische Besetzung des Landes (1975–1999) für kurze Zeit wieder in das Bewusstsein der Weltöffentlichkeit. Nach der Messe entfaltete eine Gruppe junger Leute Transparente. Sie demonstrierten für Selbstbestimmung und gegen Menschenrechtsverletzungen. Diesem für Indonesien peinlichen Moment folgte eine Welle von Verhaftungen und Folter.
Als Johannes Paul II. 2005 starb, wurde in Osttimor eine dreitägige Staatstrauer ausgerufen. An den Besuch erinnert eine Kapelle mit dem Dach eines Uma Lulik (traditionelles, timoresisches heiliges Haus) und seit 2008 eine sechs Meter hohe Monumentalstatue von Papst Johannes Paul II. vor dem Zentrum des Friedenspark Tasitolu.
Diplomatische Beziehungen nahmen die beiden Länder miteinander am 18. November 2002 auf. Der Vertrag dazu, der am 8. Oktober 2002 unterzeichnet wurde, ist der einzige bilaterale Vertrag zwischen den beiden Ländern. 2004 besuchte als erster Vertreter Osttimors der damalige Außenminister José Ramos-Horta das mitteleuropäische Land. Er wurde dabei von Polens Präsident Aleksander Kwaśniewski und von den Stellvertretern des Sejmmarschalls und des Senatsmarschalls empfangen. Der polnische Staatssekretär im Wirtschaftsministerium Adam Szejnfeld kam 2008 zum Gegenbesuch nach Osttimor.
Als Polens Präsident Lech Kaczyński mit großen Teilen der polnischen Führung bei einem Flugunfall 2010 ums Leben kam, kondolierte die Regierung Osttimors.
Bei den Feierlichkeiten zum achten Unabhängigkeitstag Osttimors am 20. Mai 2010 vertrat Polen sein ehemaliger Präsident Lech Wałęsa. Von José Ramos-Horta, der inzwischen Osttimors Staatspräsidenten geworden war, erhielt Wałęsa den Ordem de Timor-Leste.
2016 kam eine osttimoresische Delegation nach Warschau. Der stellvertretende Außenminister Katarzyna Kacperczyk begrüßte Osttimors stellvertretenden Außenminister Roberto Soares am 12. Mai. Soares betonte den Freiheitsdrang beider Völker und die gemeinsamen christlichen Werte, insbesondere im Bezug auf Johannes Paul II. Weitere Treffen mit Vertretern mit den polnischen Ministerien für wirtschaftliche Entwicklung, Sport und Tourismus und Verteidigung waren geplant.

## Diplomatie

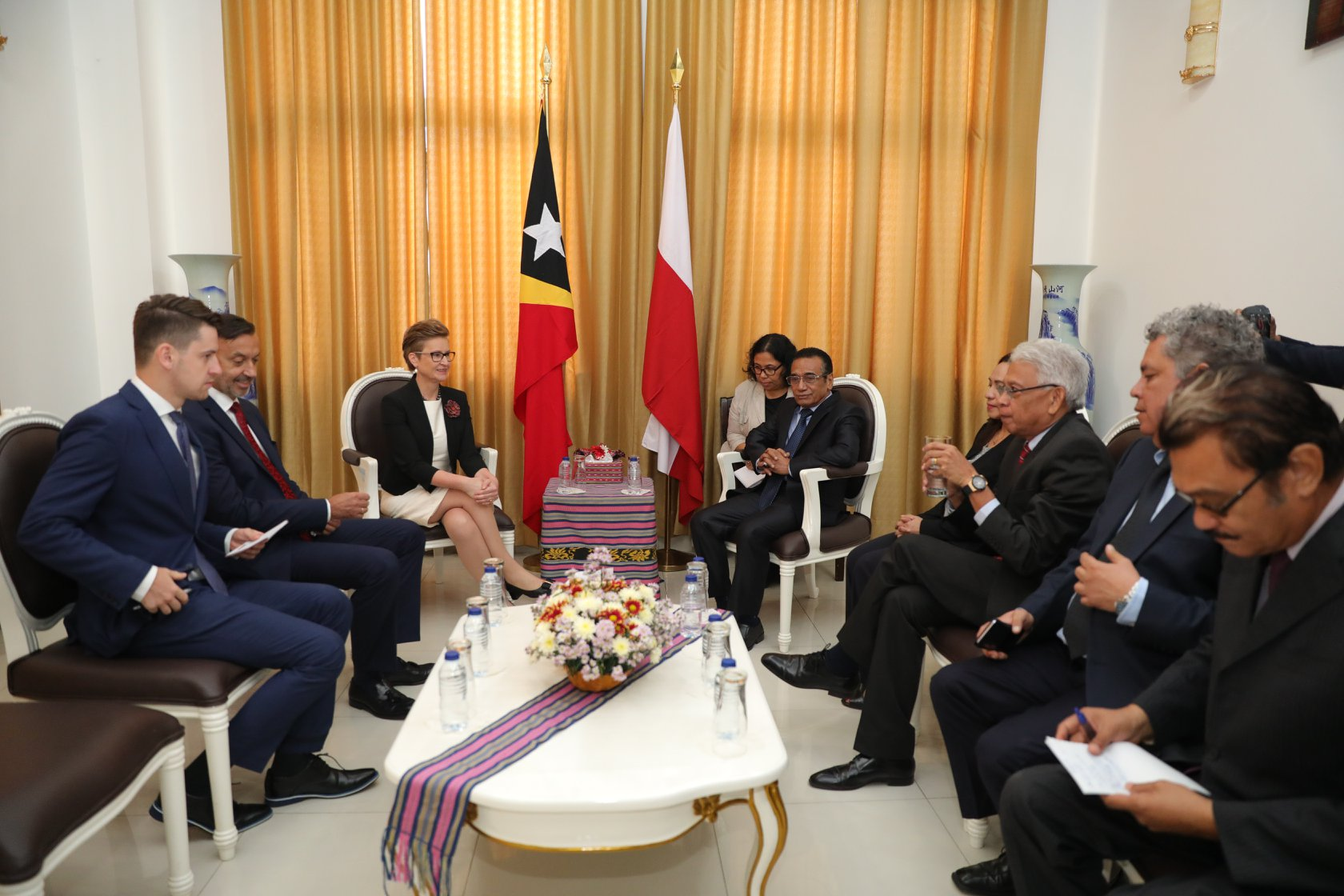
Beata Stoczyńska beim Empfang in Osttimor (2019)

Osttimor hat keine diplomatische Vertretung in Polen. Zuständig ist die Ständige Vertretung Osttimors bei der Europäischen Union in Brüssel.
Polen hat in Dili ein Generalkonsulat, das mit dem Honorarkonsul Sakib Awan besetzt war. Es befindet sich in Dilis Stadtteil Delta 1 (Comoro), in der Rua São José. 2023 wurde ein neuer Honorarkonsul eingeführt. Zusätzlich ist der polnische Botschafter im indonesischen Jakarta für Osttimor akkreditiert.

## Wirtschaft
Nachdem sich ein chinesisches Konsortium vom Bau des osttimoresischen Kraftwerks Hera, zurückgezogen hatte, führten polnische Firmen den Bau weiter, bis 2011 die finnische Firma Wärtsilä übernahm, in Kooperation mit einigen polnischen Subunternehmern. Für 2011 verzeichnete Polen daher einen Export nach Osttimor im Wert von 5.667.000 Złoty und einen Import von Waren aus Osttimor im Wert von 2.774 Złoty.
2015 verzeichnete Polen einen Handelswert zwischen den Ländern von 514.000 US-Dollar. Für 2016 gab das Statistische Amt Osttimors keine Handelsbeziehungen zwischen Osttimor und Polen an. 2018 wurde der Import von Flugbenzin aus Polen im Wert von 47.950 US-Dollar und Reexporte nach Polen in Höhe von 21.000 US-Dollar registriert.
2019 wurde eine Vereinbarung zwischen der portugiesischen Delta Cafés und der polnischen Handelskette Biedronka zur Vermarktung der Marken Delta Cafés (Kaffee) und Delta Q (Kaffeekapseln) in den 2900 Geschäften geschlossen. Fünf Kapselsorten von Delta Q enthalten nur Kaffee aus Osttimor.

## Entwicklungshilfe
2013 stellte die polnische Botschaft in Jakarta, für die Berufsschule des Waisenhauses im osttimoresischen Venilale, 10.000 US-Dollar für Computer bereit.
Zwischen 2014 und 2015 erhielt Osttimor von Polen Entwicklungshilfe in den Bereichen Gesundheit und Bildung.

## Einreisebestimmungen
Staatsbürger Osttimors sind von der Visapflicht für die Schengenstaaten befreit.